# Himeros
Himeros (stgr. Ἵμερος Hímeros, łac. Himerus) – w mitologii greckiej bóg i uosobienie miłosnego pożądania, pragnienia (żądzy), namiętnej miłości.
Wraz z Erosem, Anterosem, Potosem, Hedylogosem, Hymenem, Pejto należał do orszaku Afrodyty.
W sztuce przedstawiany jest zwykle jako chłopiec albo młody mężczyzna z wielkimi skrzydłami u ramion.
Wyobrażenie o bóstwie przejawia się w greckim malarstwie wazowym i rzymskich mozaikach.